# Madukkarai
Madukkarai är en ort i Indien.   Den ligger i distriktet Coimbatore och delstaten Tamil Nadu, i den södra delen av landet, 2 000 km söder om huvudstaden New Delhi. Madukkarai ligger 351 meter över havet och antalet invånare är 29 144.
Terrängen runt Madukkarai är huvudsakligen platt, men västerut är den kuperad. Terrängen runt Madukkarai sluttar söderut. Runt Madukkarai är det tätbefolkat, med 636 invånare per kvadratkilometer. Närmaste större samhälle är Coimbatore, 11,2 km norr om Madukkarai. Trakten runt Madukkarai består till största delen av jordbruksmark.